# Aurel Kolnai
Aurel Thomas Kolnai (* 5. Dezember 1900 in Budapest als Aurel Stein; † 28. Juni 1973 in London) war ein österreichisch-britischer Philosoph, der vor allem mit Theorien zur Moral und zu den Emotionen bekannt geworden ist.

## Leben
Aurél Stein stammt aus einer jüdischen Familie. Als Gymnasiast war er im linksintellektuellen Galilei-Kreis aktiv. 1918 nahm er den Namen Kolnai an, den er einer Erzählung Ferenc Molnárs entnommen hatte ("A Pál utcai fiúk" – Die Jungen von der Paulstraße).
In den Jahren von 1919 bis 1937 lebte Kolnai in Wien, wo er zunächst studierte und promovierte und auch die österreichische Staatsbürgerschaft annahm. Nachdem er bis in seine Studienzeit hinein Agnostiker gewesen war, konvertierte er, beeinflusst von den Schriften Gilbert Keith Chestertons, 1926 (am Tag seiner Graduierung in Wien) zum Katholizismus. Kolnai arbeitete bis 1937 als Journalist für Der Österreichische Volkswirt, Schönere Zukunft, und später auch für „Der christliche Ständestaat“, eine Zeitschrift, die von Dietrich von Hildebrand herausgegeben wurde. Unter dem Druck der politischen Situation verteidigte Kolnai die Regierung Kurt Schuschniggs, die er als Rettungsanker vor dem Nationalsozialismus sah.
Nach dem Anschluss Österreichs an das Deutsche Reich ging Kolnai 1940 mit seiner Frau Elisabeth über verschiedene Stationen ins Exil nach New York, wurde aber, wie er in seinen Memoiren schrieb, in den Vereinigten Staaten nicht heimisch. Nach dem Zweiten Weltkrieg lehrte er zunächst an der Université Laval in Québec, Kanada. In den 1950er Jahren kehrte er nach Europa zurück und arbeitete zeitweise am Bedford College in London sowie in Birmingham. Er war während der Regierung von Francisco Franco mehrmals als Vortragender in Spanien und schätzte die dortigen Verhältnisse. Seine letzte Lehrtätigkeit übte Kolnai seit 1968 bis zu seinem Tod an der Marquette University in Wisconsin aus.

## Philosophische Ausrichtung
Kolnai war zunächst ein Anhänger Sigmund Freuds und wandte sich in der zweiten Hälfte der 1920er Jahre der phänomenologischen Strömung zu. Die Philosophie Edmund Husserls sowie die Wertethik Max Schelers wurden für Kolnai richtungsweisend, wobei er der realistischen Richtung der Phänomenologie zugerechnet werden kann. Einflussreich wurde Kolnais Phänomenologie der Emotionen, insbesondere die Studie "Der Ekel", die José Ortega y Gasset im Erscheinungsjahr 1929 ins Spanische übersetzte und die großen Eindruck auf Salvador Dalí machte. Manche Denker, wie z. B. Karl Popper, zählten Kolnai zu den originellsten, aber auch herausforderndsten Philosophen des 20. Jahrhunderts.
Kolnais 1938 erschienenes (und in Wien in englischer Sprache geschriebenes) Buch The War Against the West ist eine der frühesten philosophischen Analysen des Nationalsozialismus und gilt nun als Meisterwerk der Ideologiekritik. Seit seiner Lehrtätigkeit an der Universität Laval, die damals zu den führenden Zentren des Neuthomismus zählte, zeigte sich Kolnai auch von der scholastischen Methode beeinflusst. Während seiner Zeit am Bedford College nahm er auch die analytische Philosophie auf und wurde von den führenden Vertretern der "ordinary language philosophy" auch geschätzt. Sein Werk galt in dieser Phase besonders der sprachanalytischen Diskussion psychologischer und moralischer Erscheinungen, wobei Kolnai nie bei der Analyse stehenblieb und durchaus moralische Wertungen vornahm. Kolnai war als Philosoph dem Realismus verpflichtet und als politischer Denker einem konservativen Weltbild. Scharf wandte er sich gegen alle Utopien von linken und rechten Richtungen. Er kritisierte auch die Demokratie, v. a. den amerikanischen utopischen Egalitarismus, den er als "totalitas sine tyrannide" (Totalitarismus ohne Tyrannei) bezeichnete. In Fragen der Ethik (und vor allem der Sexualmoral) blieb Kolnai einer naturrechtlichen und vom Katholizismus geprägten Auffassung verpflichtet. Neben der phänomenologischen Methode prägte ihn seit seiner englischen Zeit auch die Linguistik. Kolnai gilt als einer derjenigen Philosophen, die früh den "Graben" zwischen der sogenannten kontinentalen Philosophie und der angelsächsischen Philosophie analytischer Prägung überwunden haben. Sein Denken wurde erst seit den 90er Jahren in den Vereinigten Staaten, meist von konservativen und katholischen Denkern, neu entdeckt.

## Werke (Auswahl)
- Psychoanalyse und Soziologie. Internationaler Psychoanalytischer Verlag, Wien 1920.
- Die geistesgeschichtliche Bedeutung der Psychoanalyse. In: Internationale Zeitschrift für Psychoanalyse. Bd. 9 (1923), S. 345–356.
- Max Schelers Kritik und Würdigung der Freudschen Libidolehre. In: Imago. Zeitschrift für Anwendung der Psychoanalyse auf die Geisteswissenschaften. Bd. 11 (1925), Heft 1/2, S. 135–146.
- Der ethische Wert und die Wirklichkeit. Herder, Freiburg im Breisgau 1927.
- Der Ekel. In: Jahrbuch für Philosophie und phänomenologische Forschung. Bd. 10 (1929), S. 515–569.
  - On disgust. Ed. and with an introd. by Barry Smith and Carolyn Korsmeyer. Open Court, Chicago 2004.
- Die Machtideen der Klassen. Zur Lage der Landwirtschaft in Pommern. Exkursionsbericht des Instituts für Sozial- und Staatswissenschaften an der Universität Heidelberg. In: Archiv für Sozialwissenschaft und Sozialpolitik. Bd. 62 (1929), S. 67–110.
- Sexualethik. Schöningh, Paderborn 1930.
- Gegenrevolution. In: Kölner Vierteljahrshefte für Soziologie. Bd. 10 (1932), S. 171–199 und 295–319.
- The War Against the West. With preface by Wickham Steed. Gollancz, London / Viking Press, New York 1938, https://archive.org/details/TheWarAgainstTheWest
- Konservatives und revolutionäres Ethos. In: Gerd-Klaus Kaltenbrunner (Hg.): Rekonstruktion des Konservatismus. Herder, Freiburg im Breisgau 1972, S. 95–136.
- Ethics, Value, and Reality. Selected Papers. Athlone, London 1977.
- The Utopian Mind and Other Papers. A Critical Study in Moral and Political Philosophy. Edited by Francis Dunlop. Athlone, London 1995.
- Political Memoirs. Lexington, Lanham 1999.
- Early Ethical Writings of Aurel Kolnai. Translated and introduced by Francis Dunlop. Ashgate, Aldershot 2002, ISBN 0-7546-0648-1.
- Sexual Ethics: The Meaning and Foundations of Sexual Morality. Translated and edited by Francis Dunlop. Ashgate, Aldershot 2005, ISBN 0-7546-5312-9.
- Ekel, Haß, Hochmut. Zur Phänomenologie feindlicher Gefühle. Mit einem Nachwort von Axel Honneth. Suhrkamp, Frankfurt am Main 2007, ISBN 978-3-518-29445-1 (Aufsätze).[3]
- Der Krieg gegen den Westen. Hrsg. von Wolfgang Bialas, Vandenhoeck & Ruprecht, Göttingen 2015, 763 S., ISBN 9783525310311.